# Ескадрені міноносці типу A та B
Ескадрені міноносці типу A та B (англ. A- and B-class destroyer) — клас військових кораблів з 20 ескадрених міноносців, що випускалися британськими суднобудівельними компаніями з 1928 по 1931 роки. Ескадрені міноносці цього типу входили до складу Королівських військово-морських флотів Великої Британії та Канади та взяли участь у боях Другої світової війни.

## Історія
У післявоєнний час у Великій Британії різко скоротилися витрати на оборону, багато програм розробки та будівництва кораблів нових проєктів було закрито. За період з 1917 до 1924 року Королівський флот не отримав на озброєння жодного нового типу ескадрених міноносців. Водночас у строю залишалася значна частина есмінців типу V та W, одного з наймасовіших типів надводних кораблів в історії британського флоту.
У листопаді 1923 року Британське адміралтейство оголосило умови конкурсу на проєктування есмінця нового типу, що мав прийти на заміну застарілим зразкам кінця Першої світової війни у фінансовій програмі на 1927—1928 роки. Розміщенню замовлення передували теоретичні дослідження з урахуванням досвіду Першої світової війни, з метою вироблення вимог до кораблів цього класу. Розробку проєктів експериментальних кораблів доручили приватним верфям, повідомивши їм ті тактико-технічні вимоги, яким повинні були задовольняти ці кораблі. Обмовлялося обов'язкове виконання низки умов за складом озброєння, швидкості ходу, мореплавства і кількості екіпажу. При тому ж озброєнні, що і на кораблях типу «Модифікований W», експериментальні есмінці повинні були перевершувати по повному ходу на два — три вузли (37 проти 34-35 вузлів)[джерело?], мати велику висоту надводного борту (2,6 проти 1,9 м) і більш просторий суцільнометалевий місток.
Дві суднобудівельні компанії, що постійно конкурували між собою, — Yarrow і Thornycroft — виграли попередній конкурс та представили на розгляд комісії два проєкти — HMS «Амбускейд» та HMS «Амазон» відповідно. На підставі результатів їх випробувань планувалося уточнити концептуальні обриси майбутніх серійних есмінців британського флоту.
Конструкція кораблів була змінена з урахуванням отриманого досвіду — було додано нове обладнання: гідроакустична станція для боротьби з підводними човнами, радіоустаткування, були покращені електричні генератори, вдосконалена вентиляція, збільшений міжпалубний простір. Озброєння залишилося таким же, як і на попередниках, — чотири 120-мм гармати, два 40-мм зенітних автомата, два тритрубних торпедних апарати.
На прототипах були встановлені і нові революційні енергетичні установки, значно складніші і потужніші — двовальний ТЗА Brown-Curtiss з крейсерськими турбінами Parsons. Нововведенням стало виділення в самостійні агрегати турбін крейсерського і заднього ходу. Котельна установка — 3 котли Yarrow.
Обидва кораблі увійшли до складу Королівського флоту, але переможцем у змаганні за рахунок меншої вартості вийшов HMS «Амазон» компанії «Торнікрофт», який і послужив прототипом усієї серії есмінців «А». Проєкт нового типу ескадрених міноносців був схвалений на початку 1927 року.

## Конструкція есмінців

### Загальні нариси
У зв'язку з тим, що Адміралтейство відмовилося від будівництва поліпшеного, але при цьому набагато дорожчого есмінця, серійні есмінці типу «А» значною мірою повторювали попередників типу «V/W» періоду Першої світової війни. Основна різниця полягала тільки в істотній зміні енергетичної установки й комплекті озброєння. За рахунок збільшеного запасу палива, нових торпедних апаратів і палубних гарматних установок тоннаж кораблів у порівнянні з типом «W» збільшився на 170/200 тонн.
Нові есмінці мали гарну мореплавність завдяки вдосконаленій енергетичній установці, мали підвищений надводний борт (2,6 м проти 1,9), більш просторий новий суцільнометалевий місток. Корпус кораблів типу «А» у порівнянні з прототипом злегка розширили на 23 см, у зв'язку із збільшеною вагою нового артилерійського озброєння (з 91 до 135 т), а коштовну енергетичну установку спростили в цілях економії.
До комплексу озброєння були включені нові — напівавтоматичні — 120-мм гармати, чотиритрубні торпедні апарати замість тритрубних, що використовувалися на «Амазон», і тральне оснащення (параван-трал TSDS). У зв'язку із збільшеною масою вимушено довелося відмовитися від гідроакустичної станції ASDIC, а запас глибинних бомб скоротити до шести.

### Енергетична установка
Енергетична установка п'яти з кораблів типу «A» і всієї серії «B» складалася з 3-х адміралтейських котлів з тиском 21 кг/см² і 2-х турбін Парсонса. Есмінці «Адент» і «Ентоні» оснащувалися котлами «Ярроу» з тиском 19 кг/см². «Акерон» отримав експериментальний котел «Торнікрофт» із робочим тиском 35 кг/см². У порівнянні з HMS «Амазон» енергетична установка була сильно спрощена. В результаті знизилася економічність і загальна потужність енергоустановки, але британці виграли в експлуатаційної надійності, а ціна есмінця за рахунок простішої машини знизилася на 15—20 %. Потужність механізмів становила 34000 к. с., і швидкість ходу досягала 35,25 вузла, в повному навантаженні — 31,75 вузла. За результатами практичних випробувань «Акейтіз» показав потужність механізмів у 34 193 к. с., швидкість ходу 35 вузлів, «Ентоні» — 34 415 к. с., швидкість ходу 36,3 вузла.
Есмінці мали повну заправку до 394—396 тонн палива та діяли на дальності до 5500 морських миль (8900 км) при ході 15 вузлів (28 км/год).

### Озброєння
Основним озброєнням есмінців типу «А» 1929 року становили 4 нових 120-мм (4,7-дюймових) гармати Мk.IX довжиною ствола в 45 калібрів, з підвищеним кутом піднесення до 30°, в палубних установках Mk.XIV A, B, X та Y. Гармати вели вогонь 23-кг боєприпасами різного типу: фугасними снарядами підвищеної потужності «HE» та напівбронебійними снарядами «SAP» на відстань до 15 520 м. Боєкомплект кожної гармати становив 190 снарядів. Система управління артилерійським вогнем становила оптичний далекомір «MQ I» з базою в 3 метри і приладом управління артилерійським вогнем «Приціл-директор для есмінців» (DDS).
Зенітне озброєння кораблів складалося з двох 40-мм гармат QF 2 Mark II, що розташовувалися на бортах есмінців між трубами, з боєкомплектом 500 пострілів на ствол.
Торпедне озброєння включало два чотиритрубних 533-мм торпедних апарати «QR III» з торпедами Mk.V. Загалом есмінець мав 8 торпед, запасні торпеди не передбачалися. Для боротьби з підводними цілями призначалися 6 глибинних бомб типу «D» Mk3 з трьома бомбометами. Від гідроакустичної станції ASDIC спочатку відмовилися, але наприкінці 1930-х деякі з есмінців типу «А» отримали їх на озброєння.

## Лідери есмінців
Як лідер ескадрених міноносців типу «А» (1929), для підтримки есмінців і управління ними, був спроєктований і побудований корабель HMS «Кодрінгтон», який у порівнянні зі стандартними есмінцями типу «А» відрізнявся збільшеними розмірами для зручності розміщення штабу флотилії, що нараховували до 47 штабних офіцерів. Довжина корабля була збільшена до 104,5 м, ширина 10,2 м, осадка 3,76 м, водотоннажність становила 1540/2012 тонн, екіпаж склав 185 осіб. Виділявся набагато гіршими ніж есмінці його типу морехідними якостями. Для забезпечення потреби у пальному його паливні танки були збільшені на 41 тонну.
Лідер «Кодрінгтон» також оснащувався додатковою 120-мм гарматою Марк IX, і, на відміну від стандартних есмінців серії «А», двома тритрубними, а не чотиритрубними 533-мм торпедними апаратами.
«Кодрінгтон» розпочав службу за час світової війни як лідер третьої флотилії есмінців у Середземному морі та в 1940 році брав участь у Норвезькій операції. Потім був лідером 1-ї флотилії есмінців та ніс службу біля узбережжя, евакуював британських солдатів з Бельгії та Франції. Потоплений влітку 1940 року німецькою авіацією в Дуврі.
Лідером ескадрених міноносців типу «B» був «Кейт», який на відміну від «Кодрінгтона» мав практично однакові розміри з есмінцями свого типу. Водночас його водотоннажність була на 41-100 тонн більше за решту в стандартній та повній комплектації, а екіпаж був на 19 осіб більше за рахунок офіцерів штабу.

## Ескадрені міноносці типу A та B

### Королівський військово-морський флот Великої Британії

#### Ескадрені міноносці типу «A»
| Корабель     | Номер вимпелу | Виготовлювач                                        | Закладено       | Спущено        | У строю        | Статус |
| ------------ | ------------- | --------------------------------------------------- | --------------- | -------------- | -------------- | --- |
| «Кодрінгтон» | D65           | Swan Hunter & Wigham Richardson, Волсенд            | 20 червня 1928  | 7 серпня 1929  | 4 червня 1930  | 27 липня 1940 року потоплений у наслідок авіаційного нальоту німецької авіації на рейді Дувра                   |
| «Акаста»     | H09           | John Brown & Company, Клайдбанк                     | 13 серпня 1928  | 8 серпня 1929  | 11 лютого 1930 | 8 червня 1940 року потоплений вогнем німецьких лінкорів «Шарнгорст» та «Гнейзенау» поблизу Нарвіка              |
| «Акейтіз»    | H12           | John Brown & Company, Клайдбанк                     | 11 вересня 1928 | 4 жовтня 1929  | 11 лютого 1930 | 31 грудня 1942 року потоплений німецьким важким крейсером «Адмірал Гіппер» у бою в Баренцевому морі             |
| «Ектів»      | H14           | Hawthorn Leslie and Company, Геббурн                | 10 липня 1928   | 9 липня 1929   | 9 лютого 1930  | 7 липня 1947 року проданий на брухт                                                                             |
| «Антілоуп»   | H36           | Hawthorn Leslie and Company, Геббурн                | 11 липня 1928   | 27 липня 1929  | 20 лютого 1930 | 28 січня 1946 року проданий на брухт                                                                            |
| «Ентоні»     | H40           | Scotts Shipbuilding and Engineering Company, Грінок | 30 липня 1928   | 24 квітня 1929 | 14 лютого 1930 | 21 лютого 1948 року проданий на брухт                                                                           |
| «Адент»      | H41           | Scotts Shipbuilding and Engineering Company, Грінок | 30 липня 1928   | 26 червня 1929 | 14 квітня 1930 | 8 червня 1940 року потоплений у бою німецькими лінкорами «Шарнгорст» та «Гнейзенау» поблизу Нарвіка             |
| «Ерроу»      | H42           | Vickers-Armstrongs, Барроу-ін-Фернес                | 20 серпня 1928  | 22 серпня 1929 | 22 квітня 1930 | 4 серпня 1943 року згорів у результаті пожежі на транспортному судні SS Fort La Montee в порту Алжиру; списаний |
| «Акерон»     | H45           | John I. Thornycroft & Company, Вулстон              | 20 серпня 1928  | 22 серпня 1929 | 14 квітня 1930 | 17 грудня 1940 року підірвався на міні поблизу острова Вайт                                                     |

#### Ескадрені міноносці типу «B»
| Корабель   | Номер вимпелу | Виготовлювач                                   | Закладено      | Спущено         | У строю         | Статус |
| ---------- | ------------- | ---------------------------------------------- | -------------- | --------------- | --------------- | --- |
| «Кейт»     | D06           | Vickers-Armstrongs, Барроу-ін-Фернес           | 1 жовтня 1929  | 10 липня 1930   | 20 березня 1931 | 1 червня 1940 року потоплені німецьким пікіруючим бомбардувальником Ju 87 поблизу Дюнкерка                 |
| «Базіліск» | H11           | John Brown & Company, Клайдбанк                | 18 серпня 1929 | 6 серпня 1930   | 4 квітня 1931   | 1 червня 1940 року потоплені німецьким пікіруючим бомбардувальником Ju 87 поблизу Дюнкерка                 |
| «Бігл»     | H30           | John Brown & Company, Клайдбанк                | 11 жовтня 1929 | 29 вересня 1930 | 9 квітня 1931   | Проданий на брухт у 1946                                                                                   |
| «Бланш»    | H47           | Hawthorn Leslie and Company, Геббурн           | 29 липня 1929  | 29 травня 1930  | 14 лютого 1931  | 13 листопада 1939 року підірвався на міні                                                                  |
| «Боудісіа» | H65           | Hawthorn Leslie and Company, Геббурн           | 11 липня 1929  | 23 вересня 1930 | 7 квітня 1931   | 13 червня 1944 року потоплений у наслідок атаки Юнкерів Ю-88 на рейді Портленда                            |
| «Бореас»   | H77           | Palmers Shipbuilding and Iron Company, Джарроу | 22 липня 1929  | 18 липня 1930   | 20 лютого 1931  | Проданий на брухт у 1952                                                                                   |
| «Бразен»   | H80           | Palmers Shipbuilding and Iron Company, Джарроу | 22 липня 1929  | 23 вересня 1930 | 7 квітня 1931   | 20 липня 1940 року потоплений внаслідок атаки бомбардувальника Ju 87 зі складу II./StG 1 у протоці Ла-Манш |
| «Бріліант» | H84           | Swan Hunter, Тайн-енд-Вір                      | 9 липня 1930   | 9 жовтня 1930   | 21 лютого 1931  | 1948 році проданий на брухт                                                                                |
| «Бульдог»  | H91           | Swan Hunter, Тайн-енд-Вір                      | 10 серпня 1929 | 6 грудня 1930   | 8 квітня 1931   | 1946 році розібраний на брухт                                                                              |

### Королівський військово-морський флот Канади

#### Ескадрені міноносці типу «A»
| Корабель | Номер вимпелу | Виготовлювач                           | Закладено       | Спущено        | У строю        | Статус |
| -------- | ------------- | -------------------------------------- | --------------- | -------------- | -------------- | --- |
| «Сагне»  | D79           | John I. Thornycroft & Company, Вулстон | 27 вересня 1929 | 11 липня 1930  | 22 травня 1931 | 15 листопада 1942 року постраждав у наслідок зіткнення з панамським вантажним судном «Азра» поблизу мису Рейс, Ньюфаундленд; переведений у навчальні кораблі; проданий на брухт 1945 |
| «Скіна»  | D59           | John I. Thornycroft & Company, Вулстон | 14 жовтня 1929  | 10 жовтня 1930 | 10 червня 1931 | 25 жовтня 1944 року у наслідок шторму викинутий на берег острову Відей |